# Geoffroy II. z Anjou
Geoffroy II. z Anjou (francouzsky Geoffroy Martel; 14. října 1006– 16. listopadu 1060) byl hrabě z Anjou, Tours a Vendôme. Současníci jej pro jeho vojenské schopnosti a ustavičné válčení s okolím nazývali Kladivo.

## Život

Francie roku 1030

Byl jediným synem Fulka Nerry a ještě za jeho života se stal rytířem. Válčil téměř se všemi sousedy a ve sporu o hrabství Anjou vedl válku i proti vlastnímu otci.
| „               | Válčil i nadále, tentokrát i proti vlastnímu otci, přičemž spáchal mnoho špatných činů, kterých později hořce litoval... | “ |
| — synovec Fulko | |   |

Roku 1030 se oženil s Anežkou, vdovou po akvitánském vévodovi Vilémovi a mnoho let úspěšně zasahoval do akvitánských záležitostí. Vilém VI. Akvitánský dokonce strávil celé tři roky v anjouovském vězení. Roku 1040 po otcově smrti při návratu ze Svaté země konečně zdědil Anjou. Při šlechtickém povstání roku 1041 podporoval stranu krále Jindřicha a panovník mu poté ponechal volnou ruku k potlačení vzbouřenců. Geoffroy zahájil válku o Touraine. Roku 1044 vyhrál bitvu u Nouy a do zajetí mu padl Theobald z Blois, který se na svobodu vykoupil předáním města Tours a dalších pevností. Roku 1048 Geoffroi zajal Gervasia, biskupa z Le Mans, Theobaldova straníka a držel jej do roku 1051 ve vězení.
Přízeň krále Jindřicha se po čase od bojovného hraběte odklonila a roku 1049 jej král společně s Theobaldem z Blois a Vilémem Normandským vojensky napadl. Roku 1052 se oba muži opět smířili a opakovaně společně napadli v letech 1054 a 1057 Normandii.
| „                           | ... pro všechny ty války a schopnosti, které v nich prokázal, byl po právu nazýván Kladivem jako ten, kdo pobije nepřátele... | “ |
| — synovec Fulko IV. z Anjou | |   |

Geoffroy zemřel v listopadu 1060 bez potomků, i když se hlavně ke konci života horečně snažil o zplození dědice a zapudil kvůli své touze hned čtyři manželky. Smrt jej zastihla v mnišském rouše v klášteře sv. Mikuláše, poté, co svá panství předal synovci Geoffroyovi, svému jmenovci.